# Grmuša
Grmuša es un pueblo ubicado en el municipio de Bihać, en el cantón de Una-Sana, Bosnia y Herzegovina.

## Superficie
Posee una superficie de 30,78 kilómetros cuadrados.

## Demografía
Hasta 1991 la población era de 304 habitantes.